# فيلارايزو
بلدية فيلارايزو (بالإسبانية: Villariezo)‏, هي إحدى بلديات مقاطعة برغش, التي تقع في منطقة قشتالة وليون, والتي تقع في شمال غرب إسبانيا.
يبلغ عدد سكانها 300 نسمة وفقاً لإحصائية سنة (2002).